# EP u amaterskom boksu 1927.
2. Europsko prvenstvo u amaterskom boksu 1927. se održalo od 16. do 20. svibnja 1927. u njemačkom gradu Berlinu.
Boksači su se borili za odličja u osam težinskih kategorija.
Boksači iz Njemačke su osvojili 4 naslova prvaka, Švedske 2 i Italije jedan.

## Osvajači odličja
| Kategorija        | zlato                      | srebro                  | bronca                          |
| ----------------- | -------------------------- | ----------------------- | ------------------------------- |
| muha              | Lennart Bohmann Švedska    | Antal Kocsis Mađarska   | Heinz Brofazi Njemačka          |
| bantam (pijetao)* | Kurt Dalchow Njemačka      | Gaetano Lanzi Italija   | Bobby Spunner Österreich        |
| pero              | Franz Dübbers Njemačka     | Harry Wolff Švedska     | Miklós Gelbai-Gelb Mađarska     |
| laka              | Jacob Domgörgen Njemačka   | Arne Sande Danska       | Gunnar Berggren Švedska         |
| velter            | Romano Caneva Italija      | Gustave Roth Belgija    | István Balázs Mađarska          |
| srednja           | Edgar Christensen Norveška | Wilhelm Maier Njemačka  | Olaf Falk Švedska               |
| poluteška         | Hein Müller Njemačka       | Karel Miljon Nizozemska | Clas Engström Švedska           |
| teška             | Nils Ramm Švedska          | Hans Schönrath Njemačka | Michael Jacob Michaelsen Danska |

- u ondašnjem nazivlju se ovu kategoriju nazivalo pijetao kategorija